# Großsteingrab Hovagergård
Das Großsteingrab Hovagergård war eine megalithische Grabanlage der jungsteinzeitlichen Nordgruppe der Trichterbecherkultur im Kirchspiel Skuldelev in der dänischen Kommune Frederikssund. Es wurde Mitte des 19. Jahrhunderts zerstört.

## Lage
Das Grab lag südsüdwestlich von Skuldelev, etwa auf halber Strecke zwischen Brødaksgård und Brandbjerggård auf einem Feld. In der näheren Umgebung gibt bzw. gab es mehrere weitere megalithische Grabanlagen.

## Forschungsgeschichte
Im Jahr 1873 führten Mitarbeiter des Dänischen Nationalmuseums eine Dokumentation der Fundstelle durch. Zu dieser Zeit waren keine baulichen Überreste mehr auszumachen. Das Grab war einige Jahre zuvor durch den damaligen Hofbesitzer abgetragen worden.

## Beschreibung

### Architektur
Die Anlage besaß eine Grabkammer mit einer Länge von etwa 6 Ellen (ca. 3,8 m). Zum Zeitpunkt der Zerstörung war noch ein Deckstein vorhanden. Über die Form und die Orientierung der Anlage liegen keine Angaben vor. Der genaue Grabtyp lässt sich nicht sicher bestimmen.

### Funde
Bei der Abtragung des Grabs wurde ein „Steinmesser“ gefunden.